# Wereldbeker marathon zwemmen
De wereldbeker marathon zwemmen, ook wel bekend als FINA Marathon Swim World Series (voorheen: 10 km Marathon Swimming World Cup) is een serie van 10 km open water zwemwedstrijden, die jaarlijks sinds 2007 worden georganiseerd door de FINA. Voor 2007 maakte de 10 km wedstrijden deel uit van de FINA's Open Water Grand Prix series. Voor de wedstrijden langer dan 10 km bestaat een aparte competitie genaamd de FINA UltraMarathon Zwem Series.
Jaarlijks worden 8 wedstrijden georganiseerd over de hele wereld. Voor elke wedstrijd worden punten en prijzengeld uitgereikt. Jaarlijks wordt een algemeen klassement opgemaakt over de 8 wedstrijden.
In oktober 2010, tijdens de laatste wedstrijd van de wereldbeker in Fujairah, Verenigde Arabische Emiraten overleed de Amerikaanse zwemmer Fran Crippen.

## Winnaars eindklassementen
| Jaar | Mannen              | Vrouwen           |
| ---- | ------------------- | ----------------- |
| 2007 | Vladimir Dyatchin   | Angela Maurer     |
| 2008 | Valerio Cleri       | Angela Maurer     |
| 2009 | Thomas Lurz         | Poliana Okimoto   |
| 2010 | Chad Ho             | Ana Marcela Cunha |
| 2011 | Thomas Lurz         | Angela Maurer     |
| 2012 | Spyridon Gianniotis | Ana Marcela Cunha |
| 2013 | Thomas Lurz         | Emily Brunemann   |
| 2014 | Allan do Carmo      | Ana Marcela Cunha |
| 2015 | Christian Reichert  | Rachele Bruni     |
| 2016 | Simone Ruffini      | Rachele Bruni     |
| 2017 | Simone Ruffini      | Arianna Bridi     |